# Rosenähnliche
Die Einteilung der Lebewesen in Systematiken ist kontinuierlicher Gegenstand der Forschung. So existieren neben- und nacheinander verschiedene systematische Klassifikationen. 
Das hier behandelte Taxon ist durch neue Forschungen obsolet geworden oder ist aus anderen Gründen nicht Teil der in der deutschsprachigen Wikipedia dargestellten Systematik.
Die Rosenähnlichen (Rosidae) bilden in einigen Systematiken eine Unterklasse der Bedecktsamigen Pflanzen (Magnoliophyta). Sie entsprechen im Wesentlichen den Rosiden. Die einzelnen Gruppen haben eine große Vielfalt an Blüten- und Wuchsformen hervorgebracht und viele sind als Nutzpflanzen von Bedeutung.

## Merkmale
Die Blüten sind überwiegend radiärsymmetrisch, seltener dorsiventral. Sie besitzen einen zyklischen Aufbau, Fünf- oder Vier-Zähligkeit. Sie weisen eine doppelte Blütenhülle auf: Der Kelch entspricht dabei dem Perigon der Magnoliopsida und der einfachen Rosopsida. Die Kronblätter haben sich aus einem äußeren Staubblattkreis neu entwickelt. Die Kronblätter sind meist frei, d. h. nicht verwachsen, daher wurden sie früher in eine Entwicklungsstufe „Dialypetalae“ gestellt. Das Androeceum besteht meist aus zwei Kreisen (Diplostemonie). In einigen Verwandtschaftsgruppen ist es aber zu sekundärer, zentripetaler oder zentrifugaler Polyandrie gekommen. Bei windblütigen  Gruppen können die Kronblätter und die Staubblätter auch wieder reduziert sein (sekundäre Apetalie und Haplostemonie).
Die Pollenkörner sind zwei- oder dreikernig. Sie sind ursprünglich tricolpat, die weitere Gestalt ist aber sehr mannigfaltig.
Bei den basalen Ordnungen sind die Fruchtblätter noch frei (Chorikarpie), es überwiegen jedoch verwachsene Fruchtblätter (Coenokarpie). Die Samenanlagen besitzen zwei Integumente und sind crassinucellat. Das sekundäre Endosperm entwickelt sich meist nucleär.
Die Plastiden der Siebröhren gehören überwiegend dem S-Typ an. Phytochemisch sind die Rosidae gekennzeichnet durch das Vorkommen von trihydroxylierten Flavonoiden (wie Myricetin und Leucodelphinidin), Ellagsäure sowie Ellagi- und Gallotanninen. Weitgehend oder völlig fehlen hier Benzylisochinolinalkaloide, Betalaine, Iridoide, Indolalkaloide.
In dieser Gruppe treten häufig Endosymbiosen mit Luftstickstoff bindenden Prokaryoten auf (Rhizobium, Actinomyceten), die jedoch auf einige Verwandtschaftsgruppen beschränkt sind: Rosales, Fagales, Fabales, Cucurbitales.

## Nutzpflanzen
Von großer wirtschaftlicher Bedeutung sind die Ordnungen: Rosales, mit zahlreichen Obstsorten wie Apfel, Birne, Kirsche und Wein; ferner die Fabales mit den Hülsenfrüchten Bohnen, Erbsen, Linsen, weiter Sojabohnen und Erdnüssen; zu den Sapindales
gehören die Zitrusfrüchte; zu den Malpighiales der Gemeine Lein oder Flachs, der Kautschukbaum und die Maniokpflanze. Zu den Fagales gehören viele Nutzhölzer der gemäßigten Breiten.

## Systematik
- Unterklasse Rosenähnliche (Rosidae)
  - basale Gruppen
    - Keine Eingliederung in eine Ordnung

Picramniaceae
    - Vitales mit der einzigen Familie:
      - Weinrebengewächse (Vitaceae)

    - Crossosomatales
    - Storchschnabelartige (Geraniales)
    - Myrtenartige (Myrtales)

  - Eurosiden I 
    - keine Eingliederung in eine Ordnung

Huaceae
    - Jochblattartige (Zygophyllales)
    - Spindelbaumartige (Celastrales)
    - Malpighienartige (Malpighiales)
    - Sauerkleeartige (Oxalidales)
    - Schmetterlingsblütenartige (Fabales)
    - Rosenartige (Rosales)
    - Kürbisartige (Cucurbitales)
    - Buchenartige (Fagales)

  - Eurosiden II
    - Huerteales
    - Kreuzblütlerartige (Brassicales)
    - Malvenartige (Malvales)
    - Seifenbaumartige (Sapindales)